# San'indō
San'indō (山陰道) é um termo que denotava uma antiga divisão regional do Japão, correspondendo a boa parte da atual região de San'in, bem como a estrada principal que cortava a região. San'in significa "o lado escuro da montanha", enquanto dō, dependendo do contexto, pode ser uma estrada, ou um circuito, no sentido de delinear uma região. O nome deriva da ideia de que o lado norte da cadeia de montanhas que corta a ilha de Honshū era o lado "escuro", enquanto o sul era o lado "ensolarado" (山陽 San'yō).

San'indō

A região foi estabelecida como parte do Gokishichidō (cinco províncias e sete circuitos) durante o Período Asuka (538-710), e consistia das seguintes oito províncias: Tanba, Tango, Tajima, Inaba, Hōki, Izumo, Iwami e Oki. Entretanto, esse sistema foi desaparecendo ao longo dos séculos a partir do Período Muromachi (1333-1467).
A estrada San'indō, contudo, continuou sendo importante, e muito utilizada durante o Período Edo (1603-1867). Percorrendo leste a oeste, seu término do lado oriental, assim como a maioria das estradas medievais (街道, kaidō), era Kyoto. Dali, seguia pela costa do Mar do Japão para Hagi, perto de Shimonoseki, o término ocidental das estradas San'indō e San'yōdō, próximo ao extremo ocidental da ilha de Honshū. Embora a estrada originalmente acabasse a oeste de, os senhores do Domínio de Chōshū em algum momento do Período Edo deslocaram o final da estrada para Yamaguchi.
Como se poderia imaginar, a estrada teve um importante papel estratégico e logístico em diversas situações militares ao longo dos anos. Ashikaga Takauji no século XIV, Akechi Mitsuhide no século XVI e muitos outros a usaram para fugir de conflitos, para retornar ao núcleo do país (kinai), ou para mover tropas. Vários daimyō usaram a estrada durante suas viagens obrigatórias (sankin kotai) até Edo sob o xogunato Tokugawa. E claro, a estrada servia para o transporte cotidiano de mercadores, artistas, peregrinos e outras pessoas comuns.
Hoje, as estradas Rota 9, San'in Expressway e a Linha Principal San'in da West Japan Railway Company seguem o trajeto aproximado da San'indō.